# Antônia da Santa Cruz
Antônia da Santa Cruz (Bahia, 13 giugno 1905 – Conceição do Coité, 23 gennaio 2022), è stata una supercentenaria brasiliana di 116 anni e 224 giorni.
È stata la persona vivente più anziana del Brasile e del continente americano dal 5 ottobre 2021, dopo la morte di Francisca Celsa dos Santos. Al momento della sua scomparsa era la terza persona vivente più anziana del mondo e l'ultima persona viva nata nel 1905.

## Biografia
Antônia da Santa Cruz nacque il 13 giugno 1905 in una fattoria a da Anna Maria de Jesus e da Francisco Pereira de Sant'Anna a Bahia, stato del Brasile nordorientale. Nacque nel giorno della ricorrenza di Sant'Antonio da Padova e venne chiamata Antônia per questo motivo.
Ebbe 11 figli, 68 nipoti e 110 pronipoti. Al momento della morte viveva con la figlia 81enne a Bahia.
È deceduta il 23 gennaio 2022. È al 20º posto nella classifica delle persone più longeve di sempre.